# Eragrostis articulata
Eragrostis articulata là một loài thực vật có hoa trong họ Hòa thảo. Loài này được (Schrank) Nees mô tả khoa học đầu tiên năm 1829.